# Maurizio Estate
Maurizio Estate (1970 – Napoli, 17 maggio 1993) è stato un operaio italiano vittima della camorra, medaglia d'oro al valor civile.

## Biografia
Il 17 maggio 1993 Maurizio sta lavorando presso l'autolavaggio del padre, quando due malviventi entrano per derubare un cliente presente all'interno dell'esercizio commerciale. Maurizio reagisce alla rapina riuscendo a mettere in fuga i due senza che questi riescano nel loro intento.

Passata mezzora, i due rapinatori ritornano all'autolavaggio, ed uno dei due spara un colpo di pistola colpendo Maurizio in pieno petto, che morirà poco dopo.
Dopo qualche giorno la polizia arresta i due assassini, il primo, quello che ha sparato, è Luigi Ragosta, il secondo, quello che guidava la Vespa, è Giuseppe Bendinelli, rintracciato nelle Marche. Entrambi furono condannati rispettivamente a 20 anni e 6 mesi e a 24 anni di reclusione.

## Intitolazioni
Il 17 maggio 2005, il comune di Napoli sotto l'amministrazione del sindaco Rosa Russo Jervolino, ha intitolato una piazza a Maurizio Estate nel quartiere Scampia, tra via Baku e via Ghisleri.
Il 15 gennaio 2018, nel venticinquennale della scomparsa, il comune di Napoli sotto l'amministrazione del sindaco Luigi De Magistris, nel quartiere di Chiaia ha intitolato i giardini di via Vetriera e murato una lapide.
A Maurizio è stato intitolato il presidio di Libera di Chiaia, Posillipo e San Ferdinando.